# プリディカメント・ボンデージ

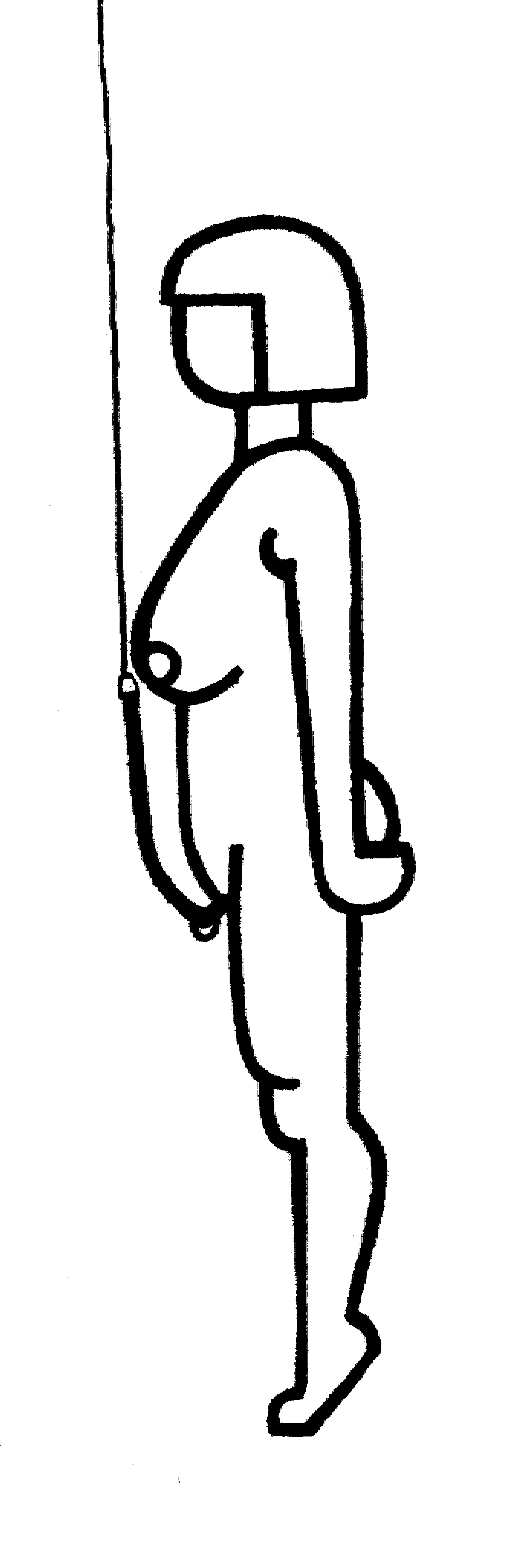
プリディカメント・ボンデージの状態にある女性ーー爪先立ちになって、金属製のフックがこれ以上ヴァギナの中に侵入させまいと抵抗している。

プリディカメント・ボンデージ（英: predicament bondage）とは、ボンデージの一種である。一般的には、被拘束側に、最初の体勢から徐々に別の体勢へと変えざるをえない姿勢を強いるものを指す。最初の姿勢は、筋肉に疲労を目的にされていることが多い。例えば、爪先立ちがある。これは、被拘束者側が肉体的な苦痛（この場合は脹脛の疲労）を伴う体勢から開放されようと踵を降ろすことで、性器に食い込んだ縄が張り、被拘束者側を苛む。
また、最初の体勢そのものは不快感を与えないものもある。被拘束者が身じろぎすることで、縄や重り、あるいは他の道具が痛みを生じさせる。そのような状況に置かれた被拘束者は、支配的なパートナーからくすぐられたり愛撫をされたり、または姿勢を崩して楽になるよう唆のかされたりする。
複数人の従順なパートナーが同時にプリディカメントボンデージのセッションに参加する場合、知り合いだったり、愛しあっているパートナー同士で片側だけが苦痛を与えられる状況に追い込まれるものになる場合もある。被拘束側が痛みを苦痛を受け入れることで、愛する他のパートナーの痛みを和らげるか、または自分だけが楽をすることで相手に痛みをあたえるかというジレンマは、 BDSMやパワー・エクスチェンジ・プレイ（立場の交換をともなうプレイ）で用いられる。

## ギャラリー

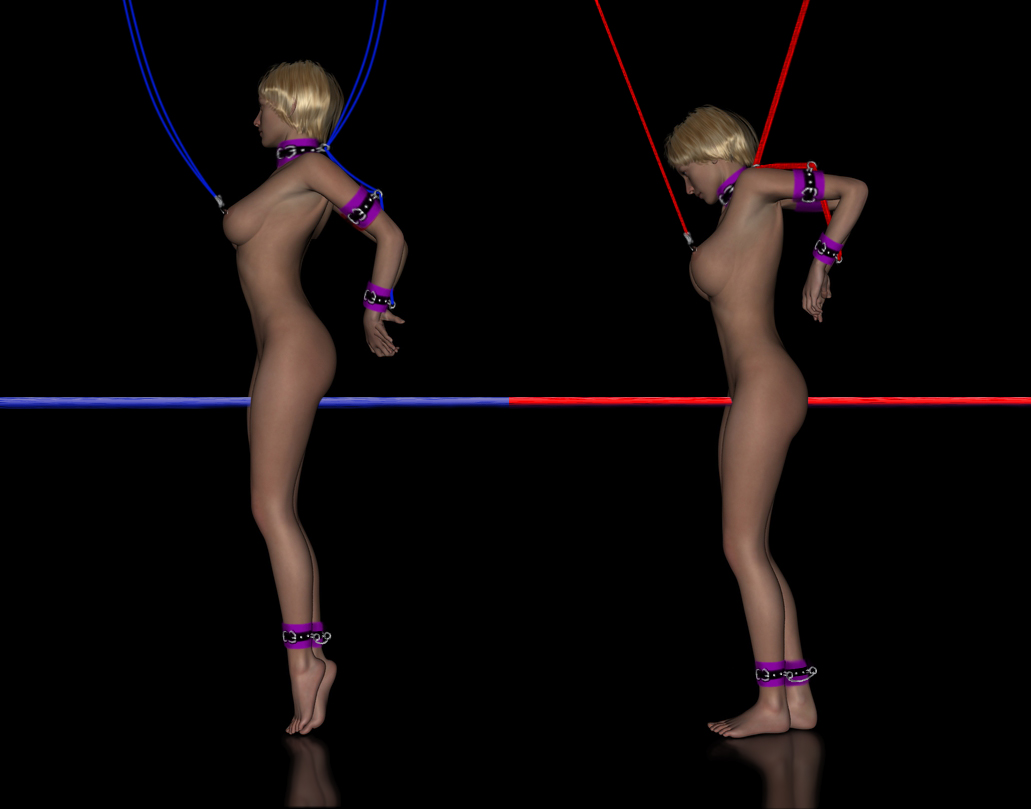
プリディカメント・ボンデージの一例。ロープ/装置の色は被拘束側が感じるであろう圧迫/痛みの度合いを示している。
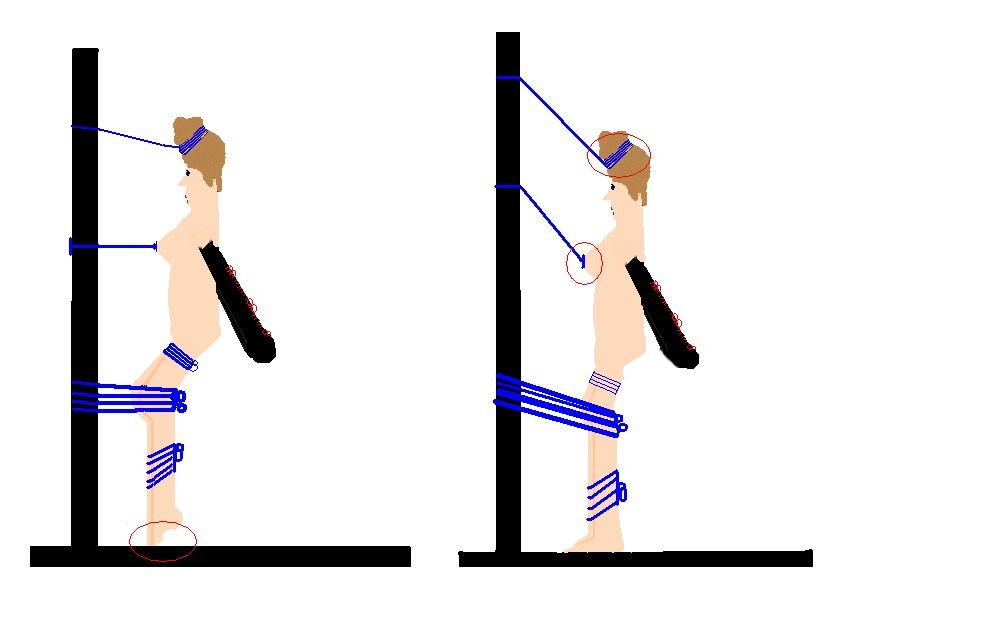
拘束されている人物は、爪先立ちのため脹脛への疲労感にさいなまれるが、踵を落とせばロープによって乳首や髪が引っ張られる。